# 棘頭光棒鮟鱇
棘頭光棒鮟鱇為輻鰭魚綱鮟鱇目鬚角鮟鱇科的其中一種，發現於西大西洋熱帶至亞熱帶海域，屬深海魚類，棲息深度1250公尺，雌魚體可達5.05公分（2英吋），雄魚體長可達0.62-0.73公分（0.24-0.3英吋）幾乎小於其他魚類和脊椎動物，其雄魚可說為世界上最小的魚類及世界已知上最小的脊椎動物物種，屬肉食性，雄魚只會負責寄生在雌魚身上，讓雌魚有效的變成的雌雄同體的個體，雄性大部分的身體都由睪丸組成，負責輔助生殖。